# Amy Williams
Amy Joy Williams (ur. 29 września 1982 w Cambridge) – brytyjska skeletonistka, mistrzyni olimpijska i wicemistrzyni świata.

## Kariera
Pierwszy sukces w karierze osiągnęła 29 listopada 2007 roku, kiedy zajęła trzecie miejsce w zawodach Pucharu Świata w Calgary. W zawodach tych wyprzedziły ją jedynie dwie Kanadyjki: Michelle Kelly i Mellisa Hollingsworth. W sezonie 2007/2008 jeszcze jeden raz stanęła na podium: 6 grudnia 2007 roku w Park City ponownie była trzecia. W efekcie zajęła siódme miejsce w klasyfikacji generalnej. Najlepsze wyniki osiągała w sezonach 2008/2009 i 2009/2010, które ukończyła na piątej pozycji. Łącznie trzykrotnie stawała na podium zawodów tego cyklu, jednak nigdy nie zwyciężyła.
Największy sukces osiągnęła w 2010 roku, kiedy podczas igrzysk olimpijskich w Vancouver zdobyła złoty medal. Wyprzedziła tam dwie Niemki: Kerstin Szymkowiak i Anję Huber. Był to pierwszy w historii złoty medal olimpijski w tym sporcie wywalczony dla Wielkiej Brytanii. Był to zarazem jej jedyny start olimpijski. Na rozgrywanych rok wcześniej mistrzostwach świata w Lake Placid Williams zajęła drugie miejsce, rozdzielając na podium Niemki Marion Trott i Kerstin Szymkowiak. Była też między innymi czwarta w zawodach mieszanych podczas mistrzostw świata w Altenbergu w 2008 roku. Ponadto wywalczyła brązowy medal na mistrzostwach Europy w Winterbergu w 2011 roku. Uplasowała się tam za swą rodaczką – Shelley Rudman oraz Anją Huber.
W 2010 roku została odznaczona Orderem Imperium Brytyjskiego V klasy. W 2012 roku zakończyła karierę.

## Osiągnięcia

### Igrzyska olimpijskie
- Vancouver 2010 – 1. miejsce

### Mistrzostwa świata
- Lake Placid 2009 – 2. miejsce

### Mistrzostwa Europy
- Winterberg 2011 – 3. miejsce

### Puchar Świata
- sezon 2007/2008 – 7.
- sezon 2008/2009 – 5.
- sezon 2009/2010 – 5.